# Ion Croitoru
Ion William Croitoru (né le 7 décembre 1963 à Hamilton et mort le 21 février 2017 à Toronto) est un catcheur (lutteur professionnel) canadien.
Il lutte dans diverses fédérations d'abord à Stampede Wrestling avant d'aller à la World Wrestling Federation (WWF) où il est un jobber.

## Carrière de catcheur

### Entraînement et débuts (1984)
Croitoru s'entraîne auprès de Nick DeCarlo et Vic Rossitini pendant six mois avant de travailler comme catcheur à la Stampede Wrestling. Il lutte alors sous le nom de Orhan Turgedan et incarne un heel turc. Il travaille ensuite dans les provinces maritimes à la Grand Prix Wrestling puis à la Superstars of Wrestling à Windsor.

### World Wrestling Federation (1985-1988)
Croitoru commence à travailler à la World Wrestling Federation (WWF) en 1985 sous le nom de Johnny K9. Il y est un jobber et lutte principalement lors des enregistrements d'émissions à Poughkeepsie et dans le Sud de l'Ontario,. Il a notamment l'occasion d'affronter et de perdre face à Hulk Hogan au cours de son passage.
Il quitte la WWF en 1988 en bon terme.

### Diverses fédérations et problèmes avec la justice (1988-1994)
Après son départ de la WWF, Croitoru part travailler brièvement au Japon à la New Japan Pro-Wrestling. Il y trouve le style de catch trop violent pour lui puisqu'il a eu le nez et des côtes cassés. Il reste au Japon pendant un temps où il lutte à la Frontier Martial-Arts Wrestling (FMW).
De retour au Canada, il s'associe avec Mike Kelly et Bob Clark pour créer une petite fédération de catch.
En 1991, il commence à avoir des ennuis avec la police et la justice de son pays. On l'accuse d'agression et de trafic de drogue et d'appartenir au gang de bikers Satan's Choice et il passe presque un an et demi en prison pour cela.

## Palmarès
- Border City Wrestling (BCW)
  - 1 fois champion poids lourd Can-Am de la BCW[5]
- Midwest Territorial Wrestling (MTW)
  - 1 fois champion poids lourd de la MTW[6]
- Smoky Mountain Wrestling (SMW)
  - 1 fois champion Beat the Champ Télévision de la SMW[7]

## Récompenses des magazines
- Pro Wrestling Illustrated

| Année | 1991 | 1992 | 1993 | 1994 | 1995 | 1996 |
| ----- | ---- | ---- | ---- | ---- | ---- | ---- |
| Rang  | 467  | 464  | 398  | 73   | 81   | 216  |